# Antony and Cleopatra (Adams)

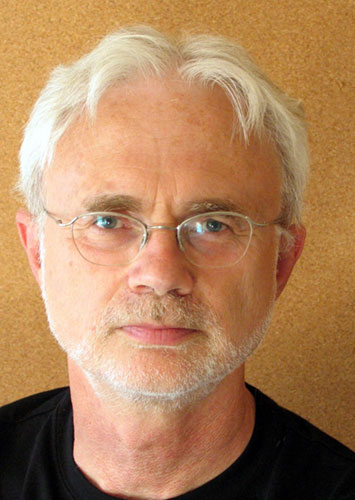
John Adams

Antony and Cleopatra är en opera av den amerikanske kompositören John Adams, uruppförd på San Francisco-operan i september 2022. Librettot är en bearbetning av William Shakespeares pjäs Antonius och Kleopatra och skrevs av John Adams i samråd med Elkhanah Pulitzer och Lucia Scheckner med text från Shakespeares pjäs, samt kompletterande avsnitt från Plutarchos, Vergilius och andra klassiska texter. Det är Adams sjätte opera och hans första utan samarbete med Peter Sellars.Föreställningar är planerade i Barcelona och New York Metropolitan Opera.

## Historia
John Adams är en kompositör av samtida operor som redan var mycket välkänd när han komponerade detta verk. Flera av hans tidigare operor, Nixon in China (1987), The Death of Klinghoffer (1991), I Was Looking at the Ceiling and Then I Saw the Sky (1995), El Niño (2000), The Gospel According to the Other Mary (2012) har fått nypremiärer på internationella operascener. För Antony and Cleopatra antar John Adams ett mer konventionellt tema som inte är hämtat från aktuella händelser, till skillnad från de verk som gjorde honom berömd.
De första föreställningarna på San Francisco-operan i september 2022 fick beröm, särskilt för kvaliteten på iscensättningen och för distributionen. Musiken dirigerades av den koreanske dirigenten Eun Sun Kim.
John Adams sa till New York Times: "När du når min ålder jämförs du inte med andra kompositörer, utan med ditt tidigare verk." Men jämförelsen med Samuel Barbers opera med samma namn, som invigde det nya Metropolitan Opera Hall 1966, som var en timme kortare men också inspirerad av Shakespeares pjäs, är också nödvändig.

## Musik
Operan är uppdelad i två akter som är 80 och 85 minuter långa.

### Personer
| Roller                          | Röstläge    | Premiärbesättning 10 september 2022} San Francisco Opera dir. : Eun Sun Kim |
| ------------------------------- | ----------- | --------------------------------------------------------------------------- |
| Cleopatra                       | Sopran      | Amina Edris                                                                 |
| Antony                          | Baryton     | Gerald Finley                                                               |
| Caesar                          | Tenor       | Paul Appleby                                                                |
| Enobarbus                       | Basbaryton  | Alfred Walker                                                               |
| Charmian, Cleopatras tjänarinna | Mezzosopran | Taylor Raven                                                                |
| Iras                            | Mezzosopran | Gabrielle Beteag                                                            |
| Octavia                         | Mezzosopran | Elizabeth DeShong                                                           |
| Maecenas                        | Basbaryton  | Patrick Blackwell                                                           |
| Agrippa                         | Baryton     | Hadleigh Adams                                                              |
| Lepidus                         | Basbaryton  | Philip Skinner                                                              |
| Eros                            | Tenor       | Brenton Ryan                                                                |
| Scarus                          | Baryton     | Timothy Murray                                                              |

## Handling
Akt I
Scen 1
I Kleopatras rum i Alexandria återhämtar sig Antonius långsamt från nattens festligheter. Kleopatra hånar honom för hans romerska hustru Fulvia och skrattar åt den skägglöse kejsaren, medan Antonius, som är vansinnigt förälskad i drottningen, tror att han snart måste återvända, åtminstone tillfälligt, till Rom.
Scen 2
I Rom är Caesar arg på Antonius beteende eftersom han inte står inför sitt uppdrag i Egypten medan han måste slå ner ett uppror. Ett våldsamt gräl uppstod mellan Antonius, som just hade återvänt, och Caesar. Agrippa föreslog att Antonius skulle gifta sig med Octavia, Caesars syster som var änka, vilket Antonius accepterade till allas förvåning. Enorbarbus beskriver sedan scenen för det första mötet mellan Kleopatra och Antonius. Drottningen kläddes då ut till Afrodite och anlände på en ceremoniell pråm, praktfull och oemotståndlig: "Åldern kan inte förtvina henne, inte heller kan seden försvaga hennes oändliga variation."
Scen 3
Under tiden i Alexandria vill Kleopatra inte tro på sanningshalten i den nyhet som Eros kommer till henne, den om Caesars giftermål, och hon upprepar outtröttligt: "Är han gift?".
Scen 4
Antonius var tvungen att flytta till Aten och undrade om han skulle gå i krig mot Caesar, som hade förödmjukat honom. Hans fru Octavia deppar, fångad mellan två kärlekar, den mellan sin bror och den mellan sin man som inte verkar ha något större intresse för henne. Caesar blir rasande och får reda på att Antonius och Kleopatra har återupptagit sin kärlekshistoria, medan Antonius tar sig friheten att ge honom länder som tillhör Rom, såsom Cypern och Lydien. Octavia, som är gravid, återvänder till Rom och Caesar blir rasande och förklarar krig mot den otrogne Antonius.
Scen 5
Sjöslaget, som skulle vända till Antonius fördel, med en fin flotta förstärkt av Kleopatras skepp, förvandlas till ett fiasko när drottningen plötsligt återkallar sina skepp. Antonius var tvungen att fly i sin tur med sin familj. Antonius är rasande: "Allt är förlorat! Den här vidriga egyptiern har förrått mig."
Akt två
Scen 1
Tillbaka i Egypten iscensätter Antonius och Kleopatra sjöslaget och hon förebrår honom för att ha följt efter honom i stället för att fortsätta striden. Antonius ser förödmjukelsen av sitt nederlag i händerna på Caesar, den ärorika krigaren, som ett resultat av hans fascination för drottningen av Egypten. I Rom fick Caesar höra talas om Antonius och Kleopatras underkastelsebrev och skickade Agrippa till Alexandria för att be drottningen att lämna Antonius. Hon förför Agrippa samtidigt som hon förblir vag om sina avsikter och Antonius blir rasande och beordrar att Agrippa ska piskas och förebrår Kleopatra för hennes bedrägeri, hon är "Egyptens falska själ". Charmianus uppmanar drottningen att fly och ta sin tillflykt till ett befäst torn där hon kommer att vara säker.
Scen 2
Caesar tillkännager Roms absoluta herravälde över världen. En kör hyllar hans uppgång som markerar slutet på republiken och början på imperiet.
Scen 3
Kleopatra beordrar sin tjänare att låta Antonius tro att hon har begått självmord. Antonius blir förtvivlad och beordrar sin tjänare Eros att hjälpa honom att göra detsamma. Men den senare föredrar att begå handlingen ensam och lämnar Antonius att i sin tur försöka avsluta sitt liv. Charmianius överraskar honom och berättar att drottningen fortfarande lever. Men Antonius är döende och han släpar sig för Kleopatras fötter, som blir skrämd: "Du ädlaste av män, vill du inte dö? Bryr du dig icke om mig? ". Antonius dör i hennes armar.
Scen 4
Caesar, som triumferade, skickade Maecenas till Alexandria för att hämta tillbaka Kleopatra, som han förlät men hade för avsikt att ställa ut i Rom som en trofé. Maecenas gav drottningen ett budskap till Roms överhuvud: "Var vid gott mod. Du har fallit i en furstlig hand; frukta ingenting". Romerska soldater griper Kleopatra som försöker knivhugga sig själv och som Maecenas befriar, men inte utan att erkänna Caesars verkliga avsikter med henne. Hon låtsas acceptera sitt öde men under förberedelserna för resan ber hon sina tjänare att applicera giftiga aspar på hennes kropp. Hon dör medan hon frammanar Antonius hämnd: "Jag ser honom resa sig för att prisa min ädla handling. Jag hör honom håna Caesars tur".

## Uppsättningar
Verkets premiär i september 2022 hade en iscensättning av Elkhanah Pulitzer som utspelade sig runt 1930-talet, och beskrevs av kritikern Zachary Woolfe som "Art Deco-element och slanka klänningar ... blinkning till de glamorösa Hollywood-filmatiseringarna av Kleopatra-berättelsen" och en uppsättning som "öppnas och stängs som en öppning, med några stora strukturer som tornar upp sig i bakgrunden och som påminner om pyramiderna. Bill Morrison har bidragit med lyriskt gryniga svartvita filmprojektioner av scener som en segel på Nilen och en folkmassa redo att piskas till vansinne av en diktator."
Den europeiska debutföreställningen ägde rum den 4 november 2023 på Gran Teatre del Liceu i Barcelona.

## Mottagande
Zachary Woolfe i The New York Times kallade operan "den klaraste, mest dramatiskt rättframma operan i hans karriär – och den tråkigaste. Antony and Cleopatra har den minst idiosynkrasi av hans nio sceniska verk hittills, och den minst inspiration." Mark Swed i Los Angeles Times skrev att operans libretto "vid första lyssningen kan låta som ett ändlöst flöde av parlandosång, mer pågående berättande än operafunderingar", men lovordade orkestreringens "ständigt snurrande, ständigt föränderliga, ständigt utforskande nyanser" i orkestreringen, som han skrev "avslöjar mycket om karaktärerna i operan ... deras inre väsen och, i stor utsträckning, deras yttre aspekter. Det är till exempel tuban som låter oss känna kejsarens kraft. Instrument efter instrument får sitt teatraliska ögonblick." Alex Ross lovordade "Adams praktiserade naturalism" när det gäller att tonsätta källtexten och sade att "orkestern sjuder under ytan och levererar korta, explosiva utbrott som på olika sätt antyder Cleopatras raseriutbrott, Antonys anfall av självömkan och de nervösa reaktionerna hos deras underhuggare. All denna instrumentella agitation förmedlar känslan av karaktärer fångade i en snabbt strömmande ström som leder mot en säker katastrof."